# Psychoda meyi
Psychoda meyi är en tvåvingeart som beskrevs av Wagner 2003. Psychoda meyi ingår i släktet Psychoda och familjen fjärilsmyggor. Inga underarter finns listade i Catalogue of Life.